# 台電中心倉庫

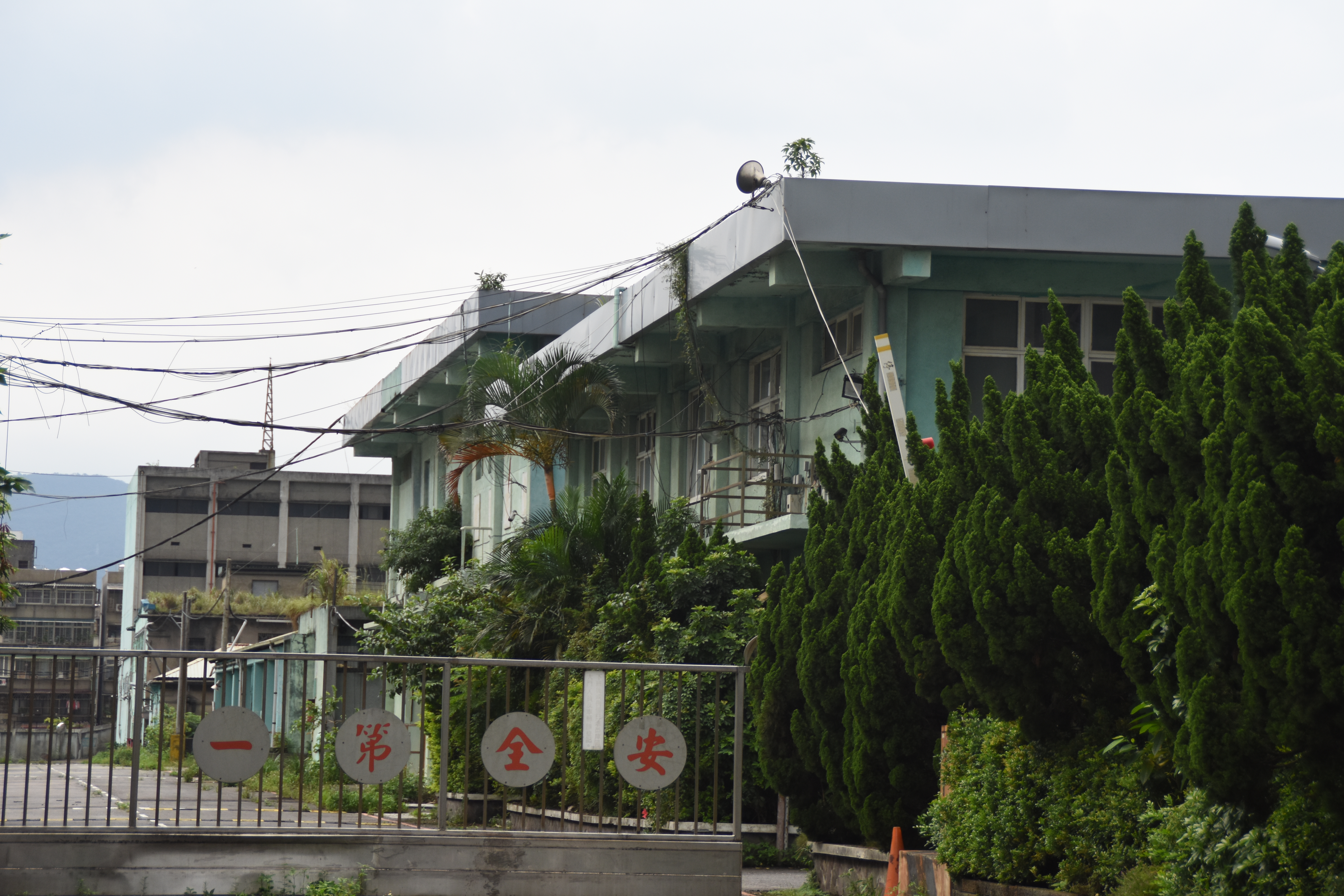
台電中心倉庫位於忠孝東路的大門，已拆除

台電中心倉庫，位於台北市南港區，靠近松山車站東側，面積約3.6公頃，在日治時期為臺灣電力株式會社松山工場，戰後作為台灣電力公司松山修理廠，即台電中心倉庫。台電中心倉庫北側緊鄰鐵路，由北而南陸續建設，範圍由市民大道至忠孝東路，全區原有不同時期之行政及倉庫設施。部分建物已登錄為台北市文化資產，其他建物於2018年拆除。
2016年底，台北市政府宣布將在此推動公辦都更，設立金融科技創新育成中心、藝術創作實驗空間及373戶的銀髮族公宅。

## 沿革
日治時期
臺灣電力株式會社原在台北市樺山町設有修理工場，約1937年在內湖庄後山埤新設松山工場，後來便將修理業務轉移至此。松山工場尚包含松山倉庫，松山工場主要功能為設備修理，包括發電與送電設備，或製造所需零件，穩定提供社會的電力需求。
民國時期
戰後作為台灣電力公司成立，松山工場改稱松山修理廠，維持日治時期規模。初期主要投入修復電力、恢復供電工作，未有大規模新建工程。至1953年，配合臺電四年計畫及美國資金的援助下逐漸擴張規模。

## 文化資產
台電中心倉庫園區內，原有14處被文化部文化資產局列為「具文資潛力列管名單」，後來於2017年6月指定南港台電倉庫為台北市市定古蹟。2018年11月，指定臺電中心倉庫－P庫廠房為臺北市歷史建築。

### 南港臺電倉庫
本古蹟包含3棟建物，皆為日治時期所興建，「交貨臺旁機房（含水池）」與「NI N2庫」的外觀形式對稱、立面有水平線腳，建物具現代建築折衷主義特色；而NI N2庫內仍保留日治時期升降機設備及1935年代的捲揚機。「C庫」的內部有大跨度屋架，呈現了當時之材料與技術特色。

### 臺電中心倉庫－P庫廠房
P庫廠房建於1960年代，原作為儲放式廠房，後期轉為修理小型機械廠。屋桁架共3跨，採芬克式組合鋁製桁架，為少數留存之美援時期廠房。其鋁製桁架廠房採鉚釘及鐵製螺栓接合構件，具有多次拆卸再組裝性及輕便性，呈現當時材料與技術特色。

## 開發
在台電中心倉庫將進行「台電中心倉庫（AR-1）公辦都更案」，屬於台北市東區門戶計畫區之一項，於2018年5月啟動。其開發分為AR-1-1與AR-1-2兩期，前者位於北側，包含了兩處文化資產，將打造金融科技創新育成中心和藝文展演空間，並與台北鐵路地下化沿線產業遺產串聯。